# الهيئة الوطنية للإعلام
الهيئة الوطنية للإعلام أو (اتحاد الإذاعة والتلفزيون سابقاً) هي هيئة مستقلة تتمتع بالشخصية الاعتبارية ومقرها الرئيسي محافظة القاهرة وتتمتع بالاستقلال في ممارسة مهامها واختصاصاتها ولا يجوز التدخل في شؤونها. أنشئت الهيئة طبقاً للقانون رقم 92 لسنة 2016 في شأن التنظيم المؤسسي للصحافة والإعلام لتتولى إدارة المؤسسات الإعلامية المملوكة للدولة لتقديم خدمات البث والإنتاج التليفزيوني والإذاعي والرقمي.
بدأ اتحاد الإذاعة والتلفزيون بث برامجه في عام 1960م. وهو المؤسسة الإذاعية التلفزيونية الرسمية لمصر، كانت تحت إدارة ثلاثة مؤسسات وهم مؤسسة للتلفزيون ومؤسسة للإذاعة ومؤسسة للهندسة الإذاعية قبل دمجهما فيما بعد. ويقع مقره في القاهرة من مبناه الشهير باسم ماسبيرو. يملك ثمانية قنوات قومية، وعدة قنوات تبث عبر الأقمار الصناعية، ومجموعة من محطات الراديو، ويضم الاتحاد عدة شبكات إعلامية وقطاعات إدارية هي شبكة قنوات التليفزيون المصري، شبكة تليفزيون النيل، شبكة تليفزيون المحروسة، مركز أخبار مصر، قطاع الإذاعة، قطاع الهندسة الإذاعية، القطاع الاقتصادي، قطاع الأمن، وقطاع الأمانة. أُلغي الاتحاد بالقانون رقم 92 لسنة 2016 بشأن التنظيم المؤسسي للصحافة والإعلام. واستبدل طبقاً للقانون الجديد بالهيئة الوطنية للإعلام.

## التاريخ
عرفت مصر الإذاعة في مراحل متقدمة عن الدول العربية وبالتحديد في سنة 1925 م — أي بعد ظهور أول محطة إذاعية في العالم بخمسة سنوات — من خلال محطات أهلية يملكها بعض الهواة وتعتمد في تمويلها على الإعلانات التجارية ومن أمثلتها في لك الوقت راديو فاروق، راديو فؤاد، راديو فوزية، راديو سابو. وفي بداية مايو 1926 م صدر المرسوم الملكي يحدد شروط استخراج تراخيص الأجهزة اللاسلكية طبقا للاتفاقيات الدولية، وبدأت هذه المحطات الأهلية تذيع بالعديد من اللغات كاللغة العربية وللأجانب في مصر كانت تذيع بالإنجليزية والفرنسية والإيطالية.
كانت إذاعة «مصر الجديدة»، هي أول إذاعة أهلية، وبعد عامين افتتحت محطة أهلية أخرى أوروبية هي إذاعة “سابو”، وفي العام 1932 افتتحت “محطة راديو الأمير فاروق” وفي الإسكندرية افتتحت إذاعتان أشهرهما “محطة راديو فيولا”. وهذه الإذاعات كان يقوم بتشغيلها هواة، لذلك استخدموها كما يحلو لهم، فبعضهم استخدمها لبث رسائل الغرام، والبعض الآخر في الإعلان عن البضائع وأيضا للرسائل الخاصة والموجهة إلى أصدقائهم ولقد حاولت الحكومة المصرية، آنذاك، تنظيم الإذاعات الأهلية والسيطرة عليها، لكن تلك الإذاعات قاومت بشدة وكانت تهدأ أحيانا وتمتنع عن بث رسائل الغرام، ثم تعود مرة أخرى للعبث.
لقد كان معظم أصحاب تلك الإذاعات من التجار الذين استغلوها للترويج لبضائعهم وتحقيق الربح من وراء إذاعة الإعلانات التجارية، مثل محطة راديو فؤاد التي أنشأها عزيز بولس، ومحطة راديو فاروق التي أنشأها تاجر أجهزة الراديو الياس شقال، كما كانت معظم هذه المحطات شركات بين عدد من الأفراد، وكانت ضعيفة الإرسال لا تغطي أكثر من الحي الذي تذيع منه، ومعظمها أقيمت في غرفة أو شقة صغيرة، وتتعرف على رغبات مستمعيها عن طريق الخطابات والمكالمات، حيث كان يحمل البريد يوميا إلى بعض هذه المحطات ثلاثين أو أربعين خطابا، وكانت ـ على حد وصف جريدة الأهرام ـ التليفونات لا تهدأ في الغرفة الملحقة بغرفة الإذاعة.
وكانت هذه المحطات تجيب طلبات مستمعيها في التو واللحظة ويتراوح إرسال معظم هذه المحطات الأهلية ما بين2 ـ4 ساعات يوميا، سواء على فترة إرسال واحدة أو على فترتين.

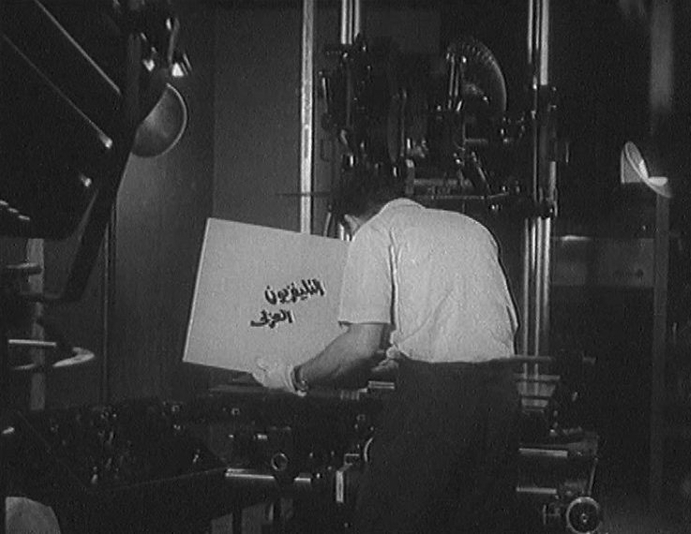
التليفزيون العربي 1962

صورة لمبني التلفزيون المصري في 1972

رغم أن قرار بدء الإرسال للتلفزيون المصري قد اتخذ بشكل أبكر في أواسط الخمسينيات - أبكر من التشغيل الفعلي عام 1960م -، إلا أن العدوان الثلاثي على مصر تسبب في تأخير العمل في إنشاء المرناة المصري حتى أواخر 1959. وقعت مصر عقداً مع هيئة الإذاعة الأمريكية (RCA) لتزويد البلد بشبكة للتلفزيون، وقد تم الانتهاء من إنشاء المؤسسة المصرية العامة للإذاعة والتلفزيون في 1960م. وكان أول بث تلفزيوني مصري في 21 يوليو 1960م.
في 13 أغسطس 1970م أنشأ المرسوم الجديد لاتحاد الإذاعة والتلفزيون المصري (ERTU)، وتم إنشاء أربعة قطاعات: الإذاعة، المرناة (التلفزيون)، الهندسة والتمويل. لكل قطاع رئيس يعود في النهاية لوزير الإعلام، وهذا في أوائل عقد السبعينيات.
بعد حرب 1973 تحول كل من البث التلفزيوني ومرافق الإرسال إلى الألوان تحت نظام سيكام (SECAM)، وقد تغير البث التلفزيوني المصري من سيكام إلى بال (PAL) في العام 1992م.

### تسلسل تاريخي
- 1925 تأسست الإذاعات الأهلية المصرية سنة 1925 وكانت «إذاعة مصر الجديدة» أول محطة إذاعية
- 31 مایو 1934 انطلاق أول بث إذاعي رسمي حكومي بصوت الإذاعي أحمد سالم الذي قال عبارته الشهیرة «هنا القاهرة»
- مرسوم بإنشاء إدارة للإذاعة اللاسلكیة المصریة عام 1947 وتبعيتها لوزارة الشؤون الاجتماعية
- قانون 98 لسنة 1949 بنقل تبعیة الإذاعة إلى مجلس الوزراء.
- 1959 أنشئت الإدارة العامة للتلیفزیون بقرار رئیس مجلس إدارة هیئة الإذاعة رقم (2) لسنة 1959
- 1960 وقعت مصر عقداً مع هيئة الإذاعة الأمريكية (RCA) لإنشاء مركز الإذاعة والتليفزيون.
- 21 يوليو 1960 أول بث تليفزيوني مصري.
- 1960 بدء بث الإرسال التلفزيوني المصري بقناتين هما الأولى والثانية.
- قرار بإنشاء المؤسسة المصریة العامة لتنظیم شئون الإذاعة والتليفزیون في مصر، وفقاً لقواعد إنشاء المؤسسات العامة المنصوص علیها في القانون رقم 63 لسنه 1963.
- تبعية شؤون الإذاعة والتليفزيون لوزارة الإرشاد القومي
- قرار 77 لسنة 1966 بشأن تنظیم المؤسسة المصریة العامة للهندسة الإذاعیة.
- قرار 78 لسنة 1966 بشأن تنظیم المؤسسة المصریة العامة للإذاعة.
- قرار 79 لسنة 1966 بشأن تنظیم المؤسسة المصریة العامة للتليفزیون، وهو ما عنى وقتها استقلال هیئتي الإذاعة والتليفزیون عن بعضهما وتنظيم تليفزيون الجمهورية العربية المتحدة.
- 13 أغسطس 1970م أنشئ المرسوم الجديد لاتحاد الإذاعة والتليفزيون المصري (ERTU). وشمل أربعة قطاعات: (الإذاعة- التليفزيون- الهندسة – التمويل).
- القانون 1 لسنة 1971 بتحديد اختصاصات اتحاد الإذاعة والتليفزیون بتولى شئون الإذاعة المسموعة والمرئیة في مصر.
- قرار جمهوري رقم 13 لسنة 1979 بإلغاء القانون رقم 1 لسنة 1971، بإعادة هیكلة اتحاد الإذاعة والتليفزیون.
- 1985 افتتاح القناة الثالثة (للقاهرة الكبرى)
- 1988 افتتاح القناة الرابعة (لتغطية محافظات القنال)
- 1990 افتتاح القناة الخامسة (لتغطية الإسكندرية – البحيرة)
- 1990 افتتاح القناة الفضائیة المصریة (الأولى)
- 1993 بدء البث التجريبي لقناة النیل الدولیة الناطقة باللغتين الفرنسية والإنجليزية، وبدء البث الرسمي في 1994.
- 1994 افتتاح القناة السادسة (لتغطية محافظات الدلتا)
- 1994 افتتاح القناة السابعة (لتغطية محافظات شمال الصعید).
- 1996 افتتاح القناة الثامنة (لتغطية محافظات جنوب الصعيد)
- 1996 أنشئت القناة الفضائیة المصریة الثانیة (المشفرة) ثم تم إلغاؤها.[8]

### الجهات التابعة
| - إذاعة البرنامج العام 1934م - إذاعة صوت العرب 1953م - إذاعة الشرق الأوسط 1964م - إذاعة البرنامج الثقافي - البرنامج الثاني سابقا 1957م - إذاعة الشباب والرياضة 1975م - إذاعة البرنامج الموسيقى - إذاعة البرنامج الأوربي - إذاعة القرآن الكريم - إذاعة الأغاني المصرية - المتخصصة سابقا 2000م - إذاعة الأخبار والموسيقى 2000م - الإذاعة التعليمية - الإذاعات الموجهة - الإذاعات الإقليمية | (تابعة لشبكات راديو النيل) - ميجا إف إم 2010م - راديو هيتس 2010م - نغم إف إم 2011م - شعبي إف إم - نايل إف إم - نجوم إف إم - القناة الأولى - القناة الثانية - الفضائية المصرية. | - قناة النيل الدولية - قناة النيل للأخبار - قناة النيل دراما - قناة النيل سينما - قناة النيل الثقافية - قناة النيل منوعات (لايف) - قناة النيل للأسرة والطفل (العائلة) - قناة النيل سبورت - قناة النيل كوميدي - قناة النيل التعليمية - قناة مصر الزراعية - ماسبيرو زمان | - قناة القاهرة. - قناة الدلتا. - قناة الإسكندرية. - قناة القنال. - قناة الصعيد. - قناة طيبة. |  |

#### أخبار مصر
يعد هذا القطاع بمثابة العمود الفقري لإعلام الدولة الرسمي ويعبر عن التوجة العام للدولة وسياساتها الخارجية ويقدم خدمة إخبارية على مدار الساعة من خلال نشرات الأخبار التليفزيونية وقناة النيل للأخبار وقناة النيل نيوز الناطقة باللغة الإنجليزية والفرنسية وكانت تتبعها قناة صوت الشعب (قبل إغلاقها الآن) التي كانت تغطى جلسات البرلمان المصري كما يبث من القطاع إذاعة راديو مصر ويصدر موقع أخبار مصر الإلكتروني.

#### القطاعات

##### قطاع المجلة
ويقع خارج مبني ماسبيرو ويصدر مجلة أسبوعية تحت اسم مجلة الإذاعة والتليفزيون وتعتبر من أقدم وأعرق المجلات المصرية، حيث صدر العدد الأول منها في 21 مارس عام 1935 باسم الراديو المصري، وهي مجلة عامة تهتم بشكل خاص بالفن وتغطية خطة البرامج والإنتاج الدرامي والسينمائي للهيئة الوطنية للإعلام وهو الأصغر من حيث هيكلة البشرب ويتبع هذا القطاع رئيس الهيئة بشكل مباشر.

##### قطاع الهندسة الإذاعية
وهو من أكبر قطاعات ماسبيرو ويهدف هذا القطاع لتنظيم البث وتقديم الخدمات الهندسية لقطاعات التليفزيون والإذاعة وخدمات الصيانة والتشغيل للقطاعات المختلفة.

##### قطاع الإنتاج
كان لهذا القطاع عظيم الأثر في تشكيل وعي المجتمع المصري على مدار سنوات طويلة فقد كان إنتاجه من الدراما والسينما موضع متابعة من مصر والعالم العربي وقد مر هذا القطاع بمرحلة تفتقر إلى الهدف والرسالة التي كان يعمل عليها سلفا

##### قطاع الأمانة العامة
ويستهدف القطاع تقديم وتنظيم جميع الخدمات للعاملين مبنى ماسبيرو، المتمثلة في الرعاية الصحية للعاملين وأسرهم، وإدارة الأندية والكافيتريات، وإجراء بحوث المشاهدة والمتابعة. كما يضم معهد الإذاعة والتليفزيون المعنى بالتدريب وتطوير مهارات العاملين داخل ماسبيرو.

##### القطاع الاقتصادي
ويقوم بـالتسويق الإعلاني والمشاركة في الإنتاج والأفلام التسجيلية وتنمية الموارد الاقتصادية لاتحاد الإذاعة والتليفزيون وهو مسؤول عن توزيع نسب من الإعلانات على القنوات التي تقدم تلك الخدمات الإعلانية وهو المسؤول عن المخصصات المالية لكل قطاع.

##### قطاع الأمن
ويختص بالشؤون الأمنية داخل المباني التابعة للاتحاد وينظم عملية دخول وخروج المعدات من وإلى المباني.

##### قطاع رئاسة الاتحاد
ويقوم بـالتعامل مع رؤساء القطاعات والشؤون المالية والإدارية والقانونية للاتحاد وينظم شؤون رؤساء القطاعات.

## الشركات التابعة
- صوت القاهرة للصوتيات والمرئيات وهي شركة قطاع عام وتمتلكها الهيئة بنسبة 100% وتقوم على الإنتاج والتسويق الخارجي ووكالة للدعاية ولها عدة استديوهات تتبع إدارتها.[9]
- شركة النيل للإعلان[10]

## شركات تملكها وتساهم بها الهيئة
- الشركة المصرية لمدينة الإنتاج الإعلامي مساهم بها بنسبة 42 % وتستهدف أن تكون أكبر مجمع استديوهات في الشرق الأوسط كما أنها تقدم خدمات إعلامية متنوعة المحتوى إضافة إلى نشاطها الإنتاجي
- الشركة المصرية للأقمار الصناعية (نايل سات) مساهم بها بنسبة 96% وهي تستثمر في البث الفضائي على اقمارها المختلفة.
- الشركة المصرية للقنوات الفضائية (CNE) يمتلك الاتحاد نحو 52% وهي أول مشروع لتقديم خدمات التلفزيون الخاصة في الوطن العربي ولديها بنية متطورة لدعم وإدارة المشتركين في التلفزيون والشركة تحت نظام المنطقة الحرة الإعلامية بمدينة السادس من أكتوبر

هناك شركات للهيئة نسب شراكة متباينة فيها وتتمثل في:
- شركة النيل للشبكات والاتصالات مساهم بها بنسبة 25% -
- الشركة المصرية للإنترنت والبنية الرقمية مساهم بها بنسبة 1,8%-
- شركة الأنظمة الرقمية للإعلام مساهم بها بنسبة 24% -
- شركة المحور للقنوات الفضائية والإعلام مساهم بها بنسبة 5%-[11]

## رؤساء الإذاعة المصرية
- سعيد باشا لطفي من 1934/5/31 إلى 1947/12/22.
- محمد بك قاسم من 1947/12/22 إلى 1950/8/15.
- محمد حسني بك نجيب من 1950/10/30 إلى 1952/8/12.
- محمد كامل الرحماني من 1952/12/4 إلى 1953/11/23.
- محمد أمين حماد من 1953/12/26 إلى 1966/5/2.
- عبد الحميد فهمي الحديدي من 1966/5/2 إلى 1969/12/30.
- محمد أمين حماد 1969/12/31 إلى 1971/9/2.
- عبد الرحيم سرور من 1971/5/16 إلى 1972/4/6.
- محمد محمود شعبان من 1972/4/7 إلى 1975/9/25: والمعروف بـ«بابا شارو».
- صفية زكي المهندس من 1975/9/27 إلى 1982/12/11.
- فهمي عمر من 1982/12/12 إلى 1988/3/5.
- أمين بسيوني من 1988/3/6 إلى 1991/11/7
- حلمي مصطفى البلك من 1991/11/8 إلى 1994/8/7.
- فاروق شوشة من 1994/8/8 إلى 1997/1/9.
- حمدي الكنيسي من 1997/1/10 إلى 2001/3/18.
- عمر بطيشة من 2001/3/19 إلى 2005/3/18.
- إيناس جوهر من 2005/3/19 إلى 2009/6/25.
- انتصار شلبي من 2009/6/25 إلى 2011/4/2.
- إسماعيل الششتاوي من 2011/4/2 إلى 2013/2/6.
- عادل مصطفى من 2013/2/7 إلى 19 / 7 / 2013.
- عبد الرحمن رشاد من 20 / 7 / 2013.
- نادية مبروك من 29/4/2015.[12]

## رؤساء اتحاد الإذاعة والتليفزيون
- فتحي البيومي.
- أمين بسيوني.
- عبد الرحمن حافظ
- ممدوح ألليثي
- حسن حامد.
- احمد أنيس
- أسامة الشيخ.
- د. سامى الشريف.[13]
- طارق المهدي.
- ثروت مكي.
- شكري أبو عميرة.
- إسماعيل الششتاوي.
- شكري أبو عميرة.
- عصام الأمير.
- صفاء حجازي.[14][15]

## رؤساء الهيئة الوطنية للإعلام
- أحمد المسلماني (25 نوفمبر 2024 - حتى الآن).[16]
- حسين زين (11 أبريل 2017 - 25 نوفمبر 2024).[17]